# Boet (poeta)
Boet (en llatí Boethus, en grec Βοηθός) va ser un poeta grec autor d'un epigrama inclòs a l'Antologia grega escrit com un elogi a Pílades de Cilícia, el famós pantomim del temps d'August, nascut a Tars.
Estrabó diu d'ell que era un mal ciutadà i un mal poeta i que havia guanyat el favor de Marc Antoni per alguns versos sobre la batalla de Filipos. Va ser nomenat cap del gimnàs i d'uns jocs públics a Tars on va practicar l'extorsió, però no el van castigar per la intervenció de Marc Antoni. Més tard, Atenodor el va expulsar de Tars, amb aprovació d'August.